# Ryszard Zengel
Ryszard Zengel (ur. 9 kwietnia 1938 w Tarnopolu, zm. 17 października 1959 w Warszawie) – polski krytyk literacki, eseista. 

## Życiorys
Przedstawiciel pokolenia „Współczesności”. Przez krótki okres był członkiem Studenckiego Teatru Satyryków. Pisał recenzje teatralne (zwłaszcza z przedstawień teatrów studenckich), szkice literackie, syntezy. Współpracował ze studenckim pismem "Perspektywy". Zginął śmiercią samobójczą. Został pochowany na cmentarzu w Otwocku.
W 1970 roku ukazał się zbiór jego szkiców Mit przygody, poprzedzony wstępem Tomasza Burka.